# Las Milowy

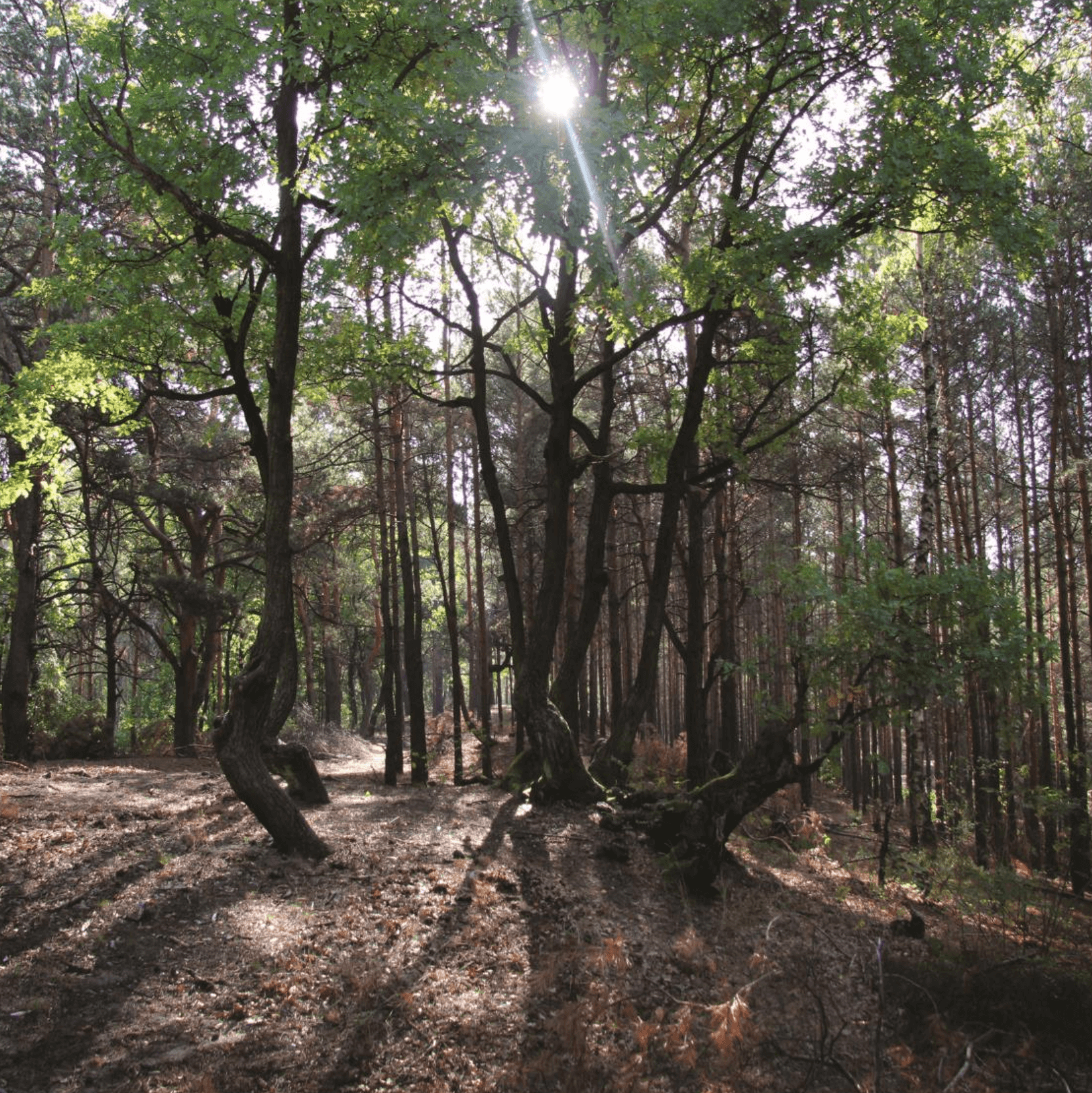
Zasypane dęby w Lesie Milowym
w Warszawie-Wesołej

Wyobrażenie nasypu obwodnicy
w wariancie W3 tzw. „zielonym”
przez las w centrum dzielnicy Wesoła

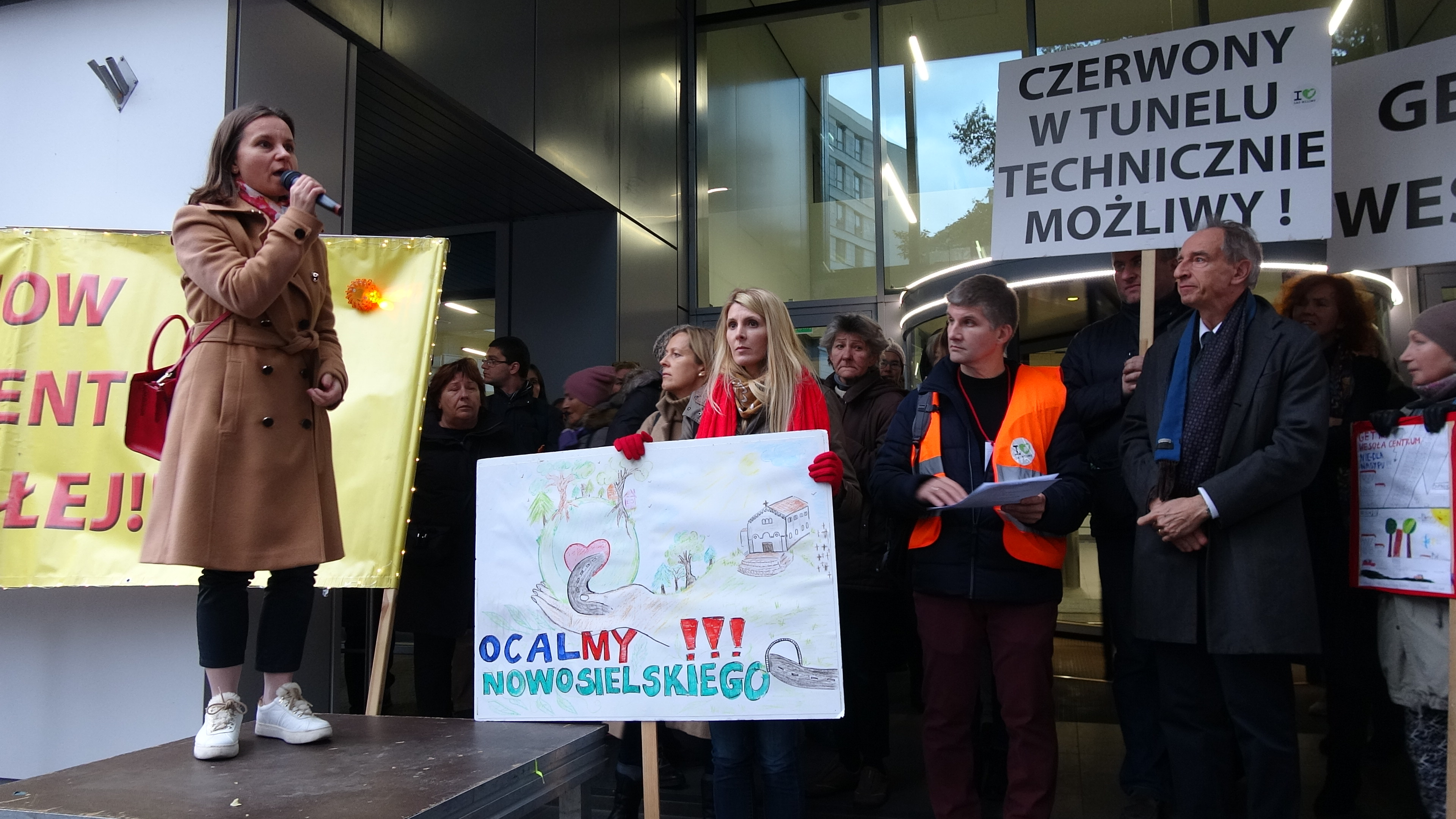
10. protest mieszkańców Warszawy-Wesołej i Sulejówka
przed siedzibą GDDKiA w Warszawie (7 października 2019)

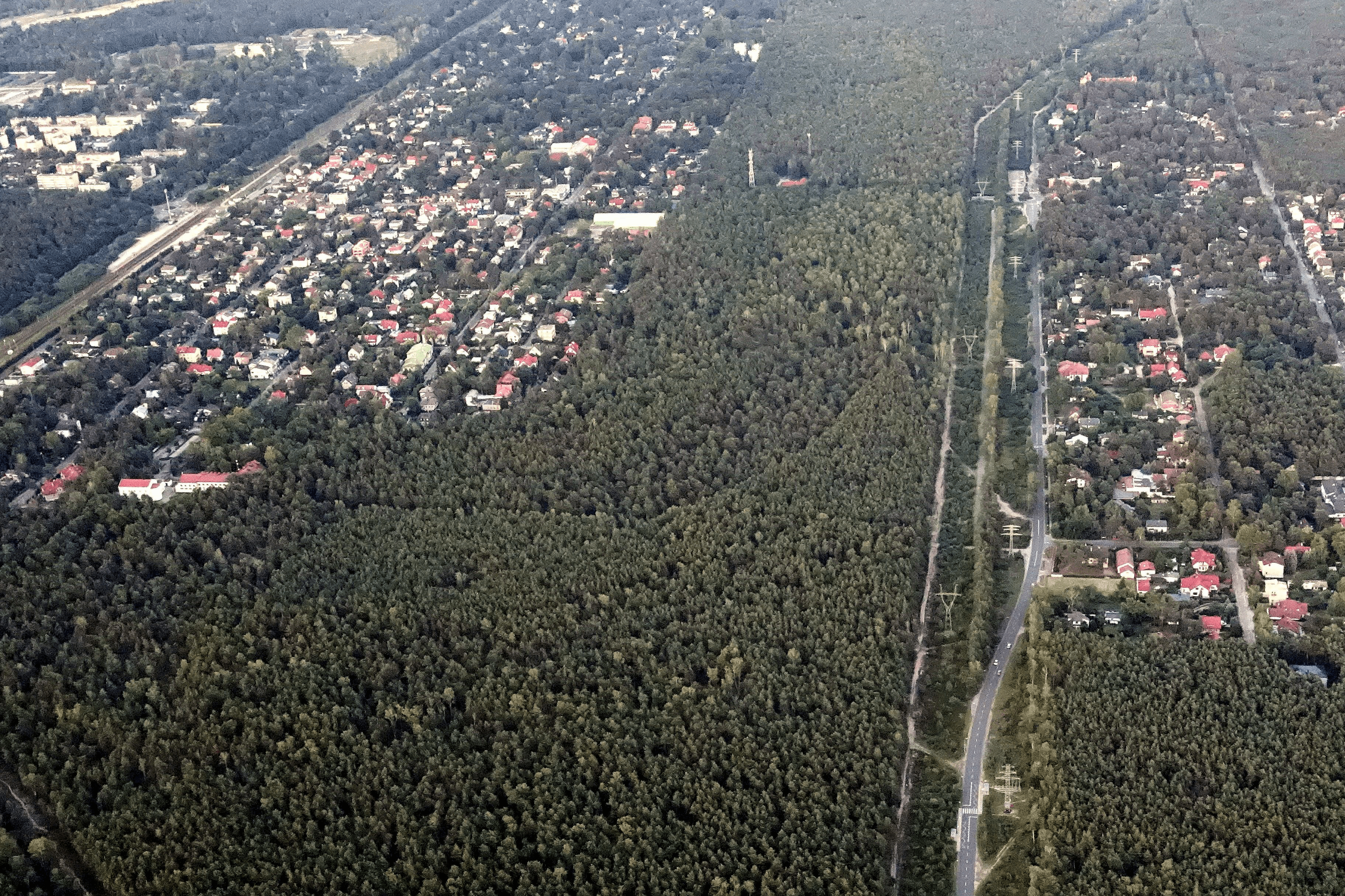
Widok z lotu ptaka na Las Milowy.
Po lewej widoczny zabytkowy kościół Opatrzności Bożej, dalej centrum dzielnicy, po prawej osiedle Groszówka

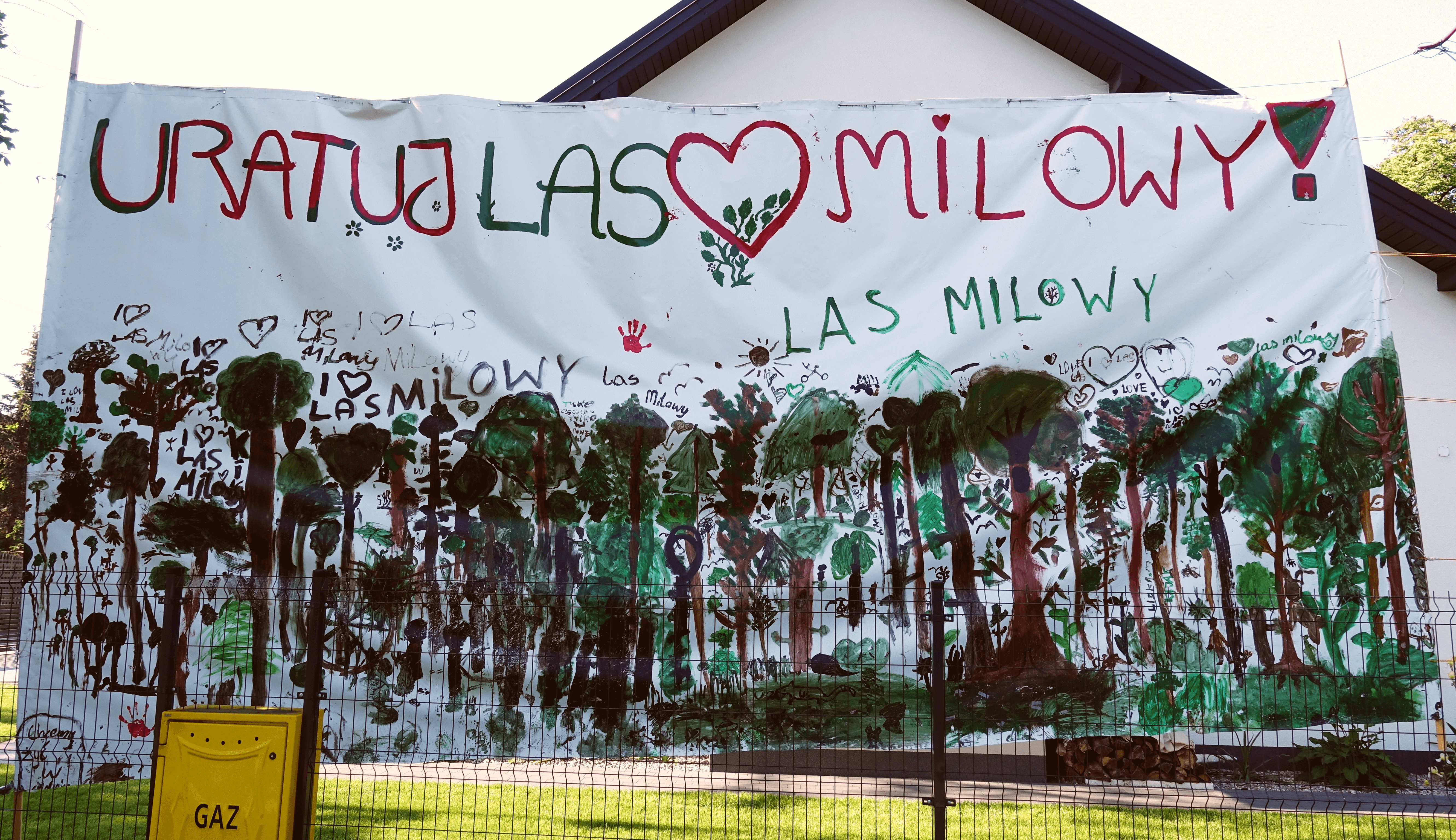
Dzieci z Warszawy-Wesołej namalowały wielometrowy baner,
który wisiał przy wjeździe
do centrum dzielnicy

Las Milowy – nazwa własna lasu położonego północnej części dzielnicy Wesoła miasta stołecznego Warszawy.

## Pochodzenie nazwy
Nazwa pochodzi od leżących w jego wnętrzu resztek pasma piaszczystych wydm śródlądowych, zwanych z racji odległości jednej mili od rogatek granicznych pomiędzy zaborem pruskim a austriackim, Górami Milowymi. Wg innych źródeł Góry Milowe to rozległe pasmo wydm ciągnące się od granicy osiedli Rembertów i Zielona  do osiedla Stara Miłosna na długości ponad 6 km (mila polska = 7 wiorst = 7146 m), Wzdłuż tej wydmy przebiegał tzw Trakt Wołowy. 

## Walory przyrodnicze i krajobrazowe
Góry Milowe porośnięte są częściowo starodrzewem. Ponieważ teren ten był od końca XIX wieku do lat przedwojennych eksploatowany jako kopalnia piasku (zachowały się pozostałości bocznicy kolejowej do transportu piasku) część terenu była długo pozbawiona drzew, a na granicy wyrobiska rosną sosny o zniekształconym pokroju, z odsłoniętymi korzeniami.  Ciekawym obiektem jest zasypany dąb, którego konary wyrastają bezpośrednio z wnętrza wydmy.
W chwili obecnej teren Lasu Milowego stanowi jeden z kilku ogólnodostępnych publicznych terenów leśnych w dzielnicy Wesoła. Większy i bardziej atrakcyjny przyrodniczo jest teren lasów miejskich graniczący z osiedlem Zielona i Lasem Wawerskim 
Wagę dostępności terenów zielonych w zasięgu 10 minut pieszo dla zdrowia mieszkańców pokazują międzynarodowe kampanie, np. „10 Minute Walk” oraz jasno podkreślają publikacje Komisji Europejskiej np. „A Walk to the Park”.
Z interaktywnej mapie hałasu m.st. Warszawy wynika również, że jest to obszar częściowo pozbawiony zagrożeń związanych z hałasem. Wagę terenów cichych (quiet areas) oraz potrzebę ich ochrony podkreśla Europejska Agencja Ochrony Środowiska.

## Walory kulturowe
Na najwyższej wydmie pasma, podarowanej społeczności Wesołej w roku 1935 przez ówczesnego właściciela tych ziem, księcia Emanuela Bułhaka, stoi wzniesiony w latach 40. XX w. według projektu Luigiego Malgheriniego kościół Opatrzności Bożej z polichromiami autorstwa profesora Jerzego Nowosielskiego. W czerwcu 2019 roku kościół wraz z terenem przykościelnym oraz cmentarzem został oficjalnie uznany za zabytek.
Las Milowy dzięki dogodnemu połączeniu komunikacyjnemu z centrum Warszawy autobusami ZTM oraz szybką koleją miejską oraz ze względu na mikroklimat stanowi miejsce wypoczynku dla mieszkańców dzielnicy. Jest też miejscem imprez osiedlowych i pikników (adopcja drzew, „Światło dla Lasu Milowego” w ramach „Godziny dla Ziemi”). Prowadzi to jednak do postępującej degradacji lasu.
Na południowej krawędzi lasu ulokowana została rolkostrada o długości ponad 700m, przeznaczona do bezpiecznej jazdy na rolkach, wrotkach, hulajnogach, deskorolkach i nartorolkach.

## Zespół przyrodniczo-krajobrazowy „Las Milowy”
Walory przyrodnicze, krajobrazowe i kulturowe lasów w północnej części Wesołej (nie znano wtedy pojęcia "Las Milowy") zostały docenione już w latach 90. XX wieku przez władze miasta Wesoła, wtedy jeszcze niewchodzącego w skład Warszawy. W uchwale 129/XXXVIII/97 z 24 stycznia 1997 Rada Miasta Wesoła ustanowiła w północnej części miasta Zespół Przyrodniczo-Krajobrazowy. Wejście w życie ustawy z 16 kwietnia 2004 roku o ochronie przyrody (Dz.U. Nr 92, poz. 880) przy braku odpowiednich działań ówczesnych władz dzielnicy (Wesoła weszła w skład Warszawy na mocy referendum z 27 października 2002) spowodowało, że uchwała 129/XXXVIII/97 z 24 stycznia 1997 przestała obowiązywać.
Decyzją Biura Ochrony Środowiska m.st. Warszawy toczyło się postępowanie o ponowne utworzenie na terenie Lasu Milowego formy ochrony przyrody – zespołu przyrodniczo-krajobrazowego. Ze względu na liczne braki formalne i rzeczowe w dokumentacji postępowanie to zakończyło się negatywnie. Trzy niezależnie ekspertyzy wykazały brak na ww. terenie roślin naczyniowych podlegających ochronie prawnej, za to liczne występowanie gatunków obcych i inwazyjnych. W atmosferze skandalu odwołano też miejskiego koordynatora do spraw ochrony środowiska.

## Las Milowy a procedowany wariantWschodniej Obwodnicy Warszawy
28 grudnia 2018 roku RDOŚ Białystok wydał decyzję WOOŚ.4200.2.2017.DK na Wschodniej Obwodnicy Warszawy w wariancie tzw. „zielonym” (W3) na 8-metrowym nasypie przez centrum Wesołej i środek Lasu Milowego. Decyzji nadano rygor natychmiastowej wykonalności, co mimo niezgodności tego wariantu ze Studium Uwarunkowań i Kierunków Zagospodarowania Przestrzennego m. st. Warszawy, sprzeciwu samorządów wszystkich szczebli, 10 protestów części mieszkańców, chcących obronić dostępność do publicznego terenu zielonego w dzielnicy dla siebie oraz dla przyszłych pokoleń, pozwala inwestorowi, czyli GDDKiA, na dalsze procedowanie tego wariantu.